# Личко-сењска жупанија
Личко-сењска жупанија се углавном налази на подручју Лике у западној Хрватској, али укључује и сјеверни дио острва Пага. Граничи се са Задарском жупанијом на југу, те са Карловачком жупанијом и Приморско-горанском жупанијом на сјеверу.  Према прелиминарним резултатима пописа из 2021. у жупанији је живело 42.893 становника.

## Становништво
Према попису из 2011. у жупанији је живело 50.927 становника.
| Попис 2011.‍           | Попис 2011.‍           | Попис 2011.‍ | Попис 2011.‍ | Попис 2011.‍ |
| --------------------- | --------------------- | ----------- | ----------- | ----------- |
|                       |                       |             |             |             |
| Хрвати                | Хрвати                |             | 42.857      | 84,15%      |
| Срби                  | Срби                  |             | 6.949       | 13,65%      |
| Албанци               | Албанци               |             | 171         | 0,34%       |
| Аустријанци           | Аустријанци           |             | 3           | 0,01%       |
| Бошњаци               | Бошњаци               |             | 168         | 0,33%       |
| Бугари                | Бугари                |             | 2           | 0,00%       |
| Власи                 | Власи                 |             | 0           | 0%          |
| Мађари                | Мађари                |             | 22          | 0,04%       |
| Македонци             | Македонци             |             | 36          | 0,07%       |
| Јевреји               | Јевреји               |             | 3           | 0,01%       |
| Италијани             | Италијани             |             | 6           | 0,01%       |
| Немци                 | Немци                 |             | 29          | 0,06%       |
| Пољаци                | Пољаци                |             | 3           | 0,01%       |
| Роми                  | Роми                  |             | 21          | 0,04%       |
| Румуни                | Румуни                |             | 12          | 0,02%       |
| Руси                  | Руси                  |             | 6           | 0,01%       |
| Русини                | Русини                |             | 1           | 0,00%       |
| Словаци               | Словаци               |             | 3           | 0,01%       |
| Словенци              | Словенци              |             | 47          | 0,09%       |
| Турци                 | Турци                 |             | 3           | 0,01%       |
| Украјинци             | Украјинци             |             | 3           | 0,01%       |
| Црногорци             | Црногорци             |             | 16          | 0,03%       |
| Чеси                  | Чеси                  |             | 13          | 0,03%       |
| остали                | остали                |             | 53          | 0,10%       |
| регионална припадност | регионална припадност |             | 2           | 0,00%       |
| верска припадност     | верска припадност     |             | 138         | 0,27%       |
| нераспоређено         | нераспоређено         |             | 1           | 0,00%       |
| неизјашњени           | неизјашњени           |             | 302         | 0,59%       |
| непознато             | непознато             |             | 57          | 0,11%       |
| укупно: 50.927        |                       |             |             |             |

По попису из 2001. године у жупанији је живело 53.677 становника (1,2% укупног становништва Хрватске - најмање насељена жупанија у држави). Густина насељености је износила око 10 становника по 2.
Етнички састав: Хрвати 86,2%, Срби 11,5%, Албанци 0,2% и други (1991. Хрвати 59,7%, Срби 37%).

#### Број становника по пописима
| година пописа  | 2001.  | 1991.  | 1981.  | 1971.   | 1961.   | 1953.   | 1948.   | 1931.   | 1921.   | 1910.   | 1900.   | 1890.   | 1880.   | 1869.   | 1857.   |
| бр. становника | 53.677 | 85.135 | 90.836 | 106.433 | 118.329 | 125.677 | 130.855 | 172.735 | 177.055 | 182.392 | 186.871 | 170.084 | 155.382 | 165.692 | 155.467 |

## Административна подела
| ГОСПИЋНоваљаОточацСењБрињеВрховинеДоњи ЛапацКарлобагЛовинацПерушићПлитвичка ЈезераУдбина Положај градских () и општинских седишта () на карти Личко-сењске жупаније |

## Извор
- ЦД-ром: „Насеља и становништво РХ од 1857.2001 године“, Издање Државног завода за статистику Републике Хрватске, Загреб, 2005.

## Географија
У личко-сењској жупанији налазе се три ријеке: Лика са 78,1 km (по чијем имену је названо Личко поље и на крају и цијела Лика), Гацка са 55,4 km и Новчица са 29 km.
Највиши планински врхови жупаније су Вагански врх са 1757 m и Велики Завижан са 1676 m на Велебиту, а на Пљешевици Озеблин са 1657 m.
Има много језера по жупанији, а најшира су Крушћица са 3,9 km2 и Плитвичка језера са 2,0 km2.

## Клима
Континентални део - клима оштра са релативно кратким вегетационим периодом. Средња јануарска температура нагло опада од морске обале према гребену Велебита и предгорју Велике Капеле, тако да су изотерме од -2 °C до -5 °C. Део заравни и поља има средњу јануарска температуру од око -2 °C, а планине од -4 °C до -5 °C. 5 мјесеци годишње минимална температура се спушта испод 0 °C. Сњежни покривач може да буде висок и до 3 m, а задржава се око 4 мјесеца. У јулу у заравнима средња температура је 18 °C, а опада са повишењем рељефа, тако да највиши планински дијелови имају температуру од 12 °C - 14 °C. Годишња амплитуда температура износи мало више од 19 °C у вишем дијелу, а у нижем више од 20 °C. У Госпићу средња температура у јулу износи -1.9 °C. Апсолутне максималне температуре највише су у дну поља у кршу и у долинама, оне могу бити врло високе - до 35 °C.